# دره رایت

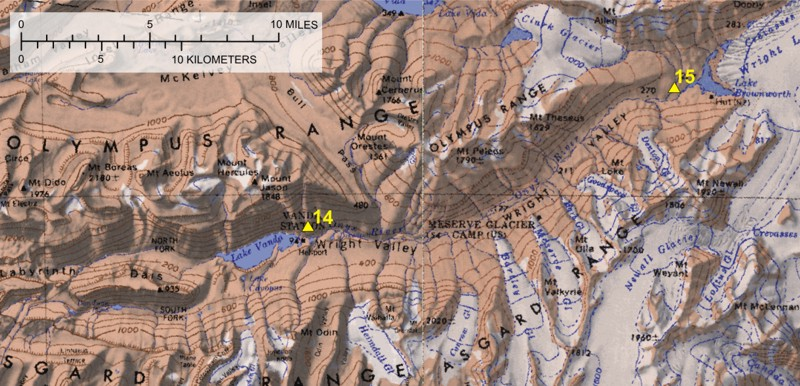
نقشه دره رایت، رود اونیکس و دریاچه واندا.

دره رایت (انگلیسی: Wright Valley) که به نام سر چارلز رایت نام‌گذاری شده، بخش مرکزی دره‌های خشک مک‌موردو در کوهستان ترانس‌آنتراکتیک است که در غرب دریاراه مک‌موردو در جنوبگان قرار دارد. رود اونیکس که بلندترین رود جنوبگان است و دریاچه براون‌ورث که سرچشمه آن است و همچنین دریاچه واندا که با رود اونیکس تغذیه می‌شود در این دره جای دارند. شاخه جنوب‌غربی آن، محل قرارگیری آبگیر دون خوان است.